# Cultura torreana

Localització de torri a Còrsega

La cultura torreana fou una civilització megalítica de l'edat del bronze que es va desenvolupar a Còrsega, principalment a l'àrea al sud d'Ajaccio, durant la segona meitat del segon mil·lenni aC.

## Història

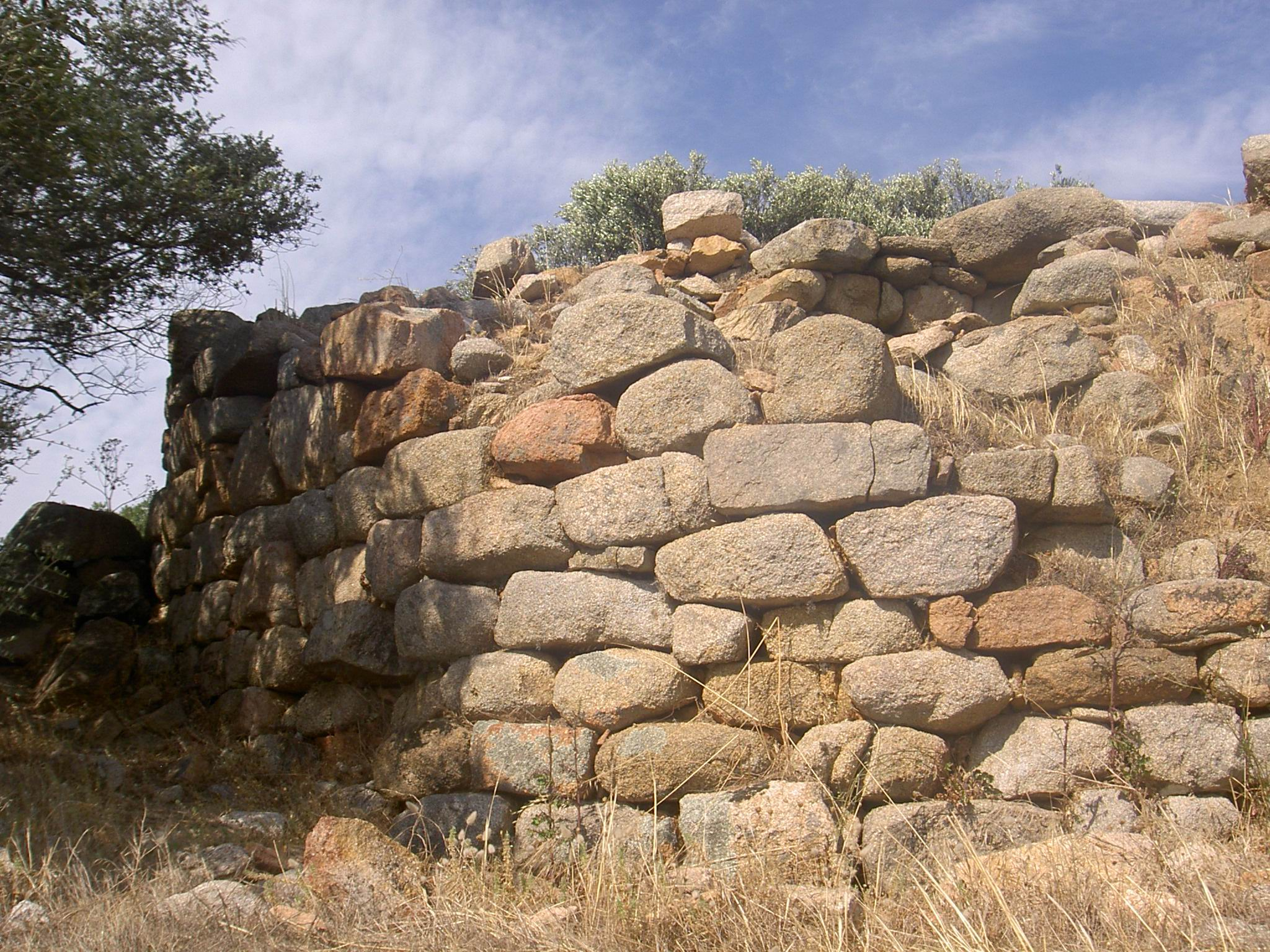
Torre de Ceccia

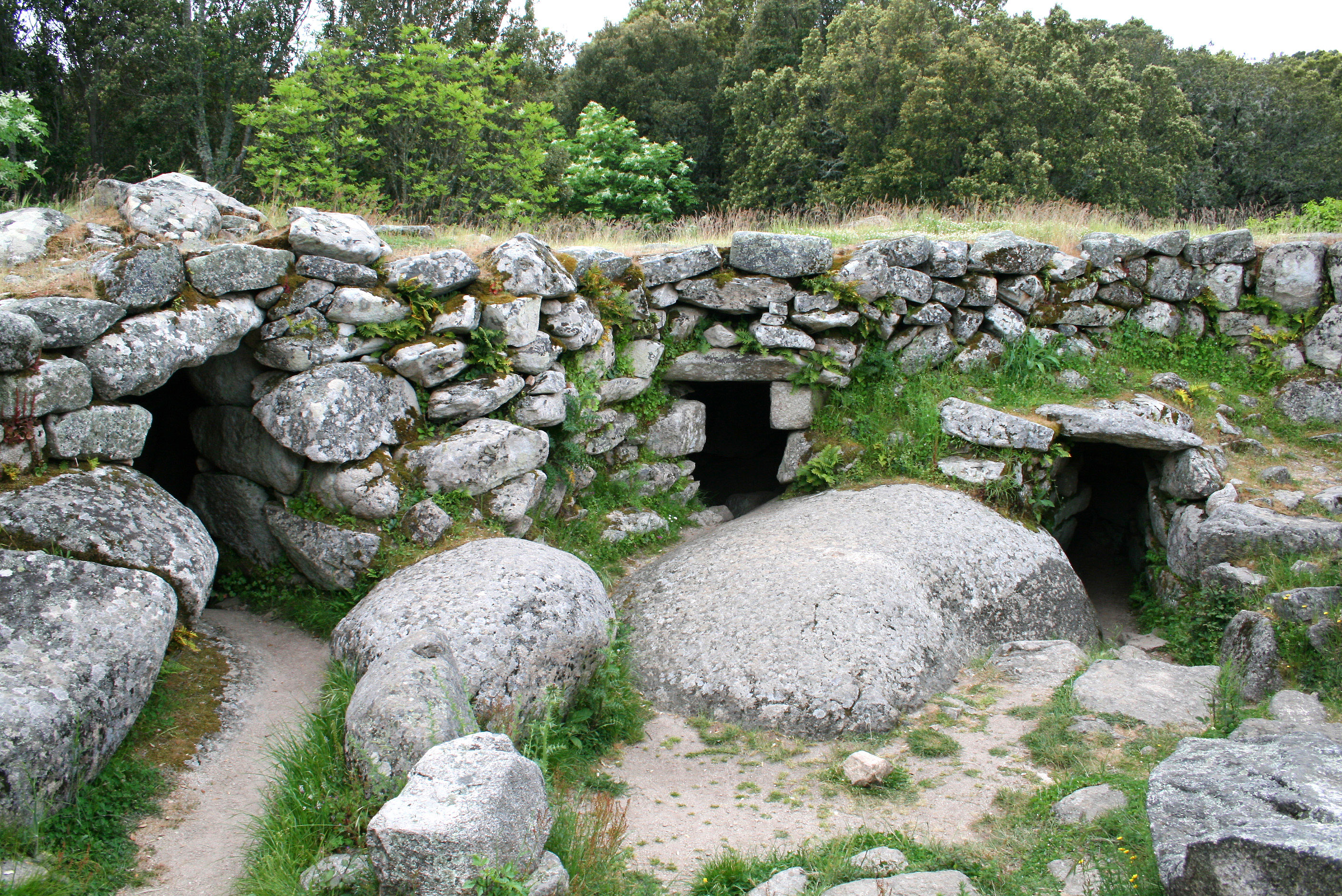
"Castell" de Cucuruzzu

Els edificis característics d'aquesta cultura són les "torri" (torres), estructures megalítiques similars als nurags de Sardenya (malgrat que les torri eren més petites i menys impressionants), de les quals la cultura pren el nom, i els castelli (castells), edificis més complexos que tenen un mur, una torre i cabanes.
Segons investigacions preliminars fetes durant la dècada de 1950 per l'erudit francès Roger Grosjean, la cultura torreana va començar quan, al final del segon mil·lenni aC, el poble de la mar conegut com a sherden va arribar a l'illa des del Mediterrani oriental, i van sotmetre la població megalítica nativa. Els sherden van portar la metal·lúrgia a l'illa i van construir les torri, que Grosjean creia que eren temples dedicats a l'adoració del foc i els morts. També van erigir estàtues-menhir que representaven els seus líders armats amb espases i cascs amb banyes, semblants al sherden immortalitzat al temple de Medinet Habu a Egipte.
Actualment, la cultura torreana es veu com una cultura indígena, resultat de l'evolució local començada des del Neolític amb possibles influències de Sardenya (cultura de Bonnanaro), del nord d'Itàlia (cultura de Polada) i posteriorment del centre d'Itàlia (cultura apenínica). De fet, segons datacions modernes, les primeres torres i castells es van construir un mil·lenni abans del que Grosjean creia, a finals del tercer mil·lenni aC, al mateix temps o fins i tot abans de l'aparició del primer protonurag a Sardenya. També a diferència del que Grosjean pensava, la metal·lúrgia havia existit a Còrsega ja segles abans de la suposada "arribada dels migrated prop de Porto Vecchio." El lloc de Terrina, prop d'Aleria, mostra que el processament de coure s'havia escampat a l'illa des dels primers segles del tercer mil·lenni aC.
Tanmateix, alguns investigadors encara consideren que els sherden podrien haver emigrat cap a Còrsega, malgrat que possiblement des de l'oest i no l'est, i que ells mateixos haurien anat cap al Mediterrani oriental per la pirateria, possiblement a sou dels senyors de la civilització micènica.

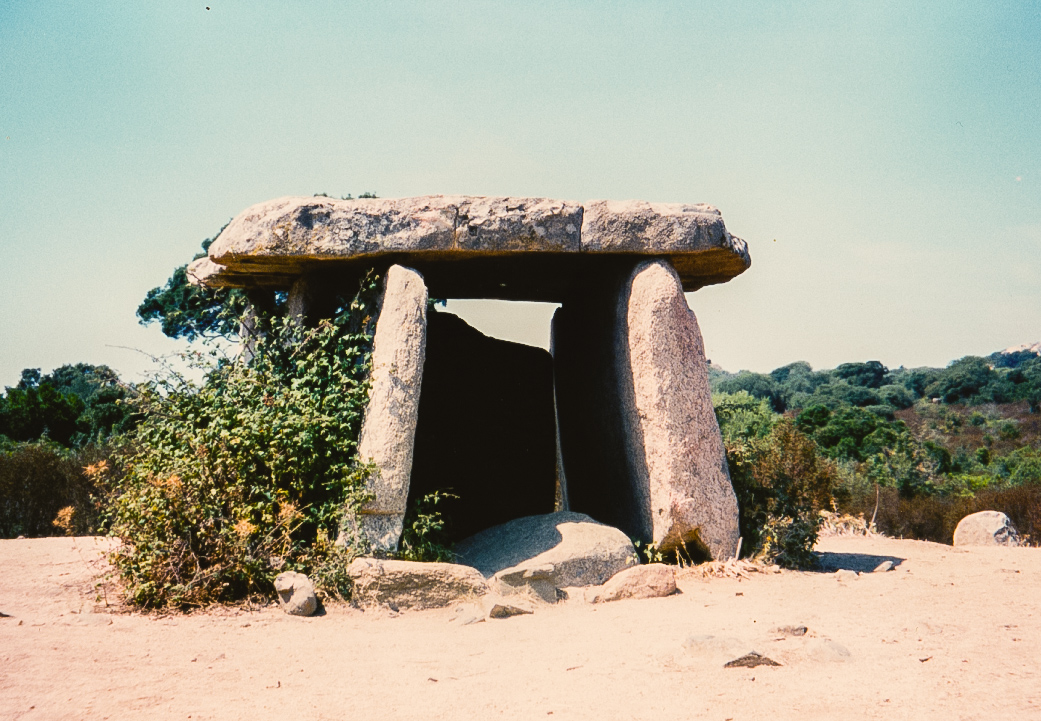
Dolmen de Funtanaccia, Sartena

Durant l'edat del ferro les torres i els castells encara estaven ocupats, però les relacions amb Sardenya van ser cada cop menys intenses (les estatuetes de bronze característiques són absents a Còrsega), mentre que al nord hi havia contactes creixents amb Toscana i Ligúria.
La cultura torreana va desaparèixer a la meitat del primer mil·lenni aC, quan Còrsega fou colonitzada pels grecs de Focea, els etruscs, els púnics i posteriorment els romans.

## Societat

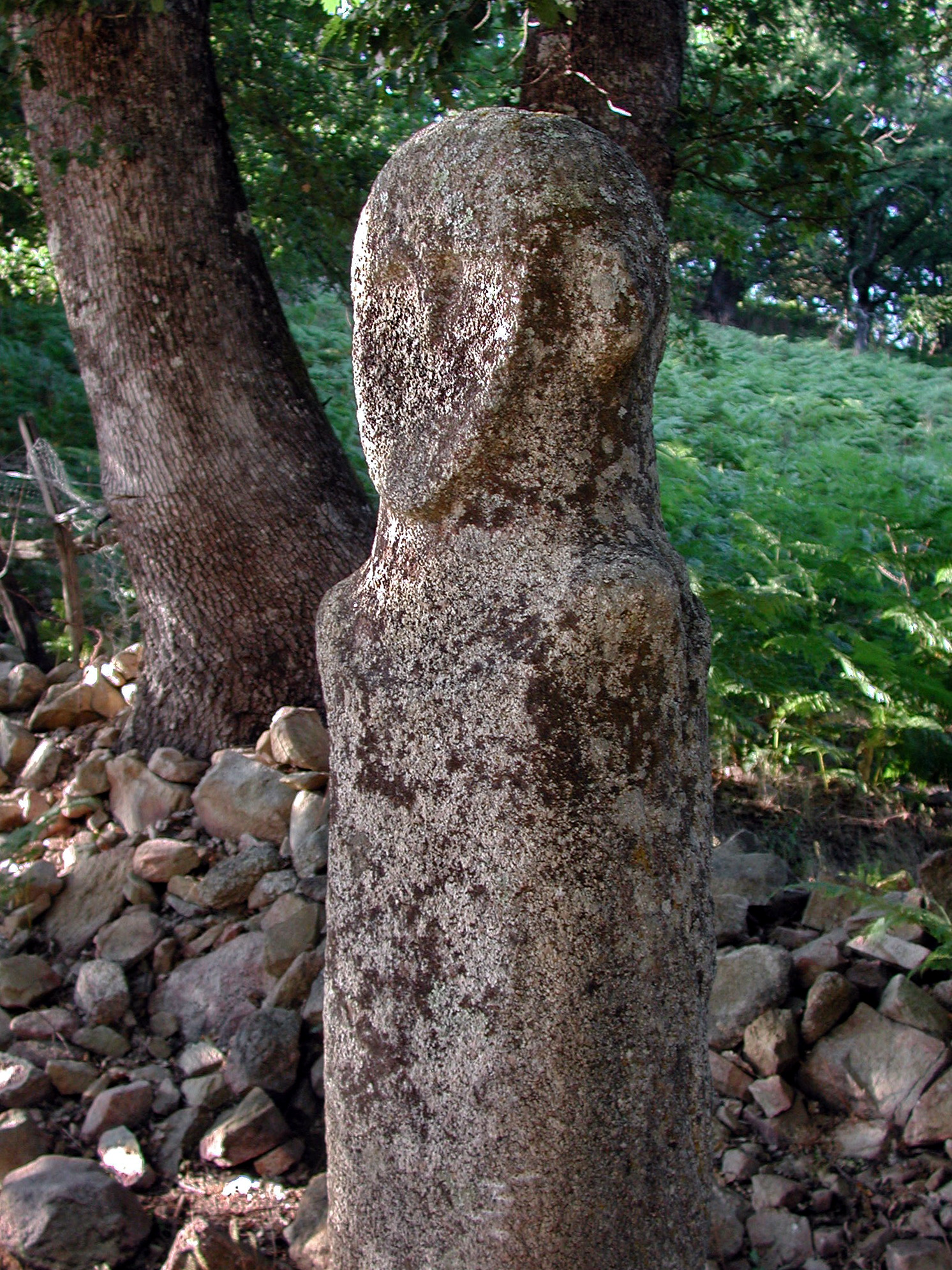
Estàtua-menhir de Tavera

La societat torreana no s'organitzava en un sistema polític complex amb un poder central fort; els poblats de cabanes al peu dels castells indiquen que s'estructurava en petits dominis que dominaven les valls. Les representacions en estàtues antropomòrfiques reflecteixen una societat jerarquitzada liderada per una classe de guerrers. Algunes interpretacions també revelen l'existència de classes baixes com comerciants i artesans.

## Religió
Es desconeixen edificis de la cultura torreana amb funcions específicament religioses, fet que dificulta identificar una possible casta sacerdotal; la religiositat s'expressava, com al passat, al manteniment de llocs com coffres (tombes circulars amb cistes de pedra) i els dòlmens.

## Economia
L'economia torreana es basava principalment en l'agricultura i la ramaderia, especialment de vaques, cabres i porcs. A la Còrsega de l'edat del bronze hi va haver una expansió notable en la metal·lúrgia i el comerç amb l'est, com ho demostra el descobriment a Borgo d'un lingot de coure de pell de bou i d'algunes perles de cobalt, béns que provenien de Xipre i de l'Egeu, respectivament. Tanmateix, només hi ha hagut descobriments esporàdics de béns micènics, que són freqüents a Sardenya.

## Galeria

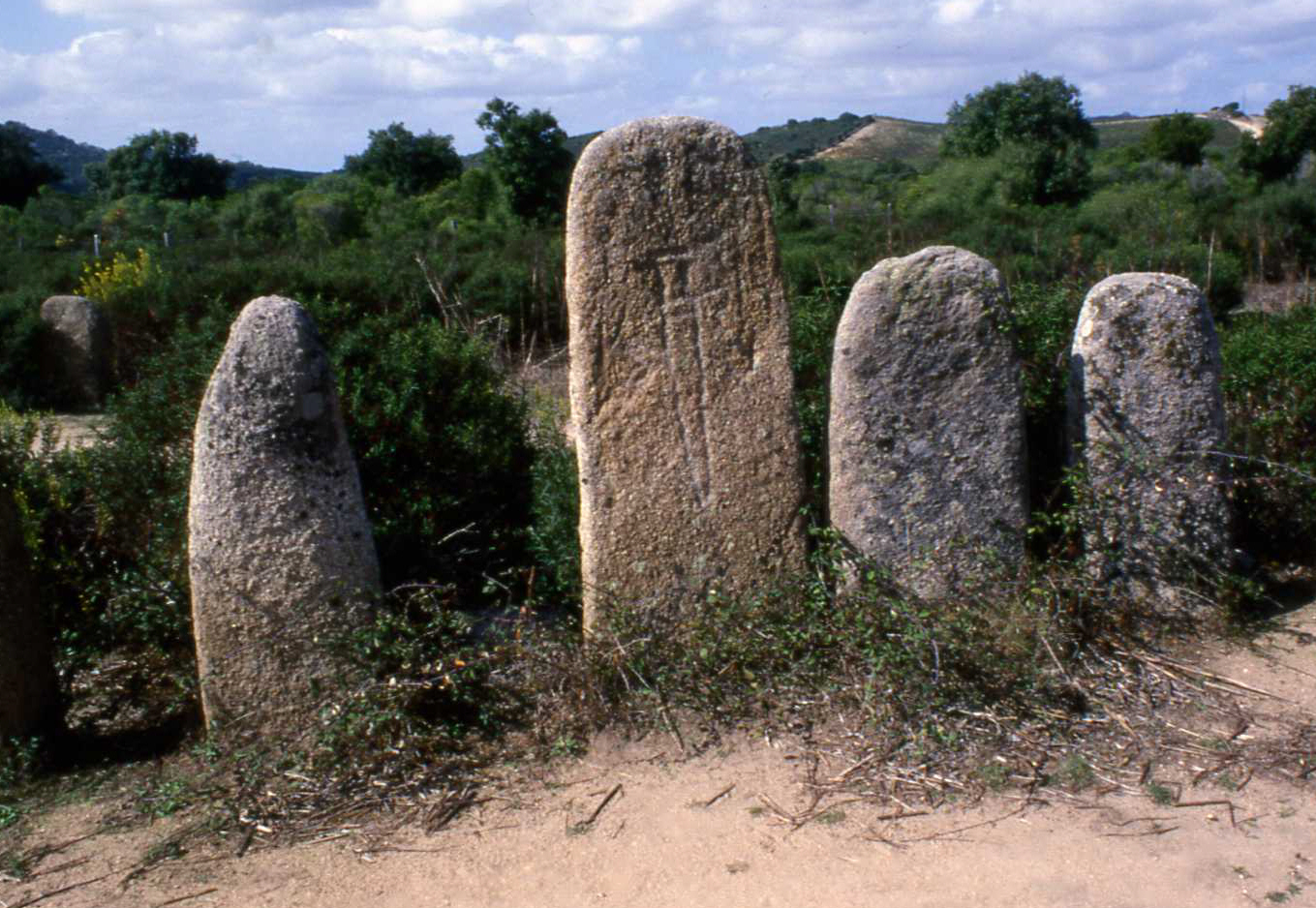
Estàtua-menhir de Palaggiu
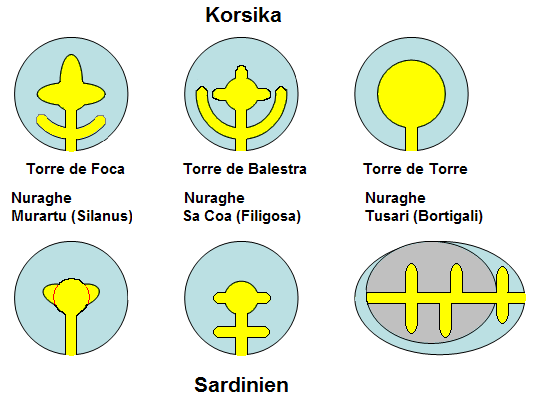
Plànols de torri i nurags
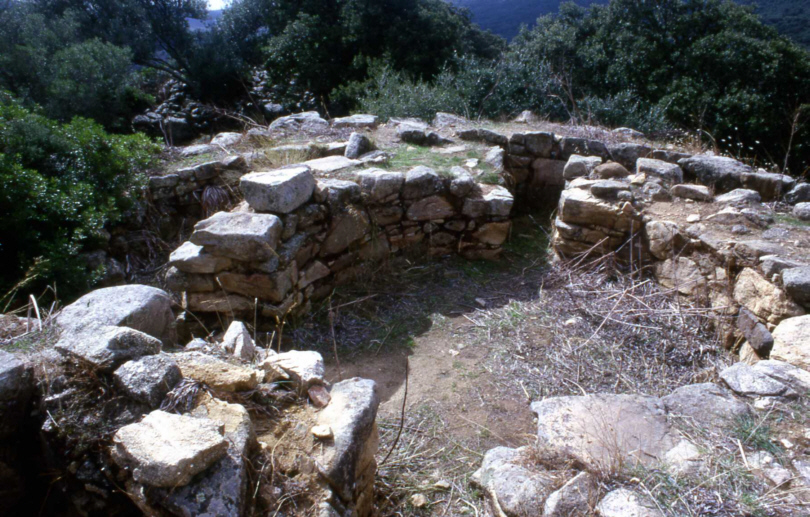
Alo-Bisucce
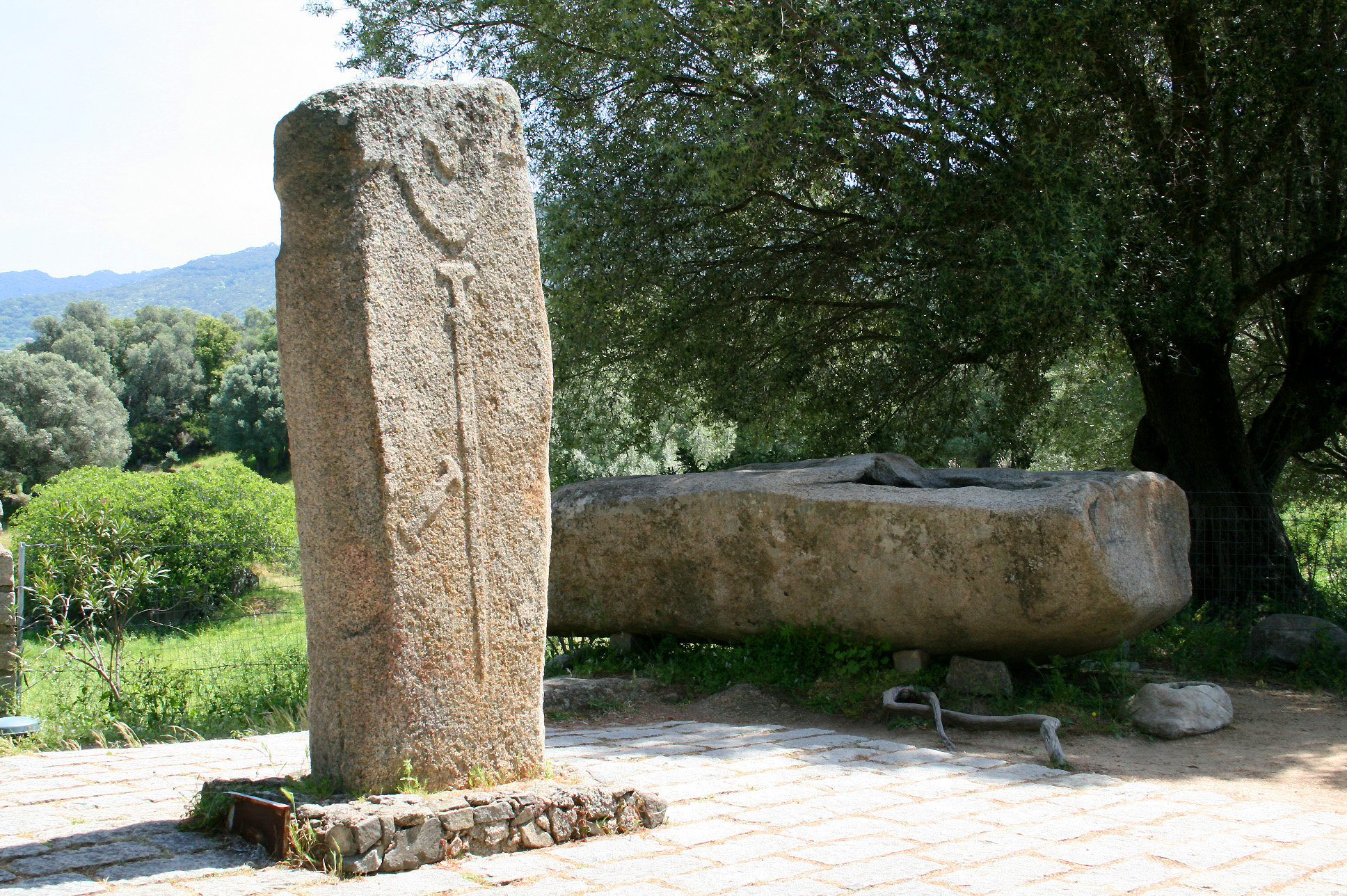
Estàtua-menhir de Filitosa
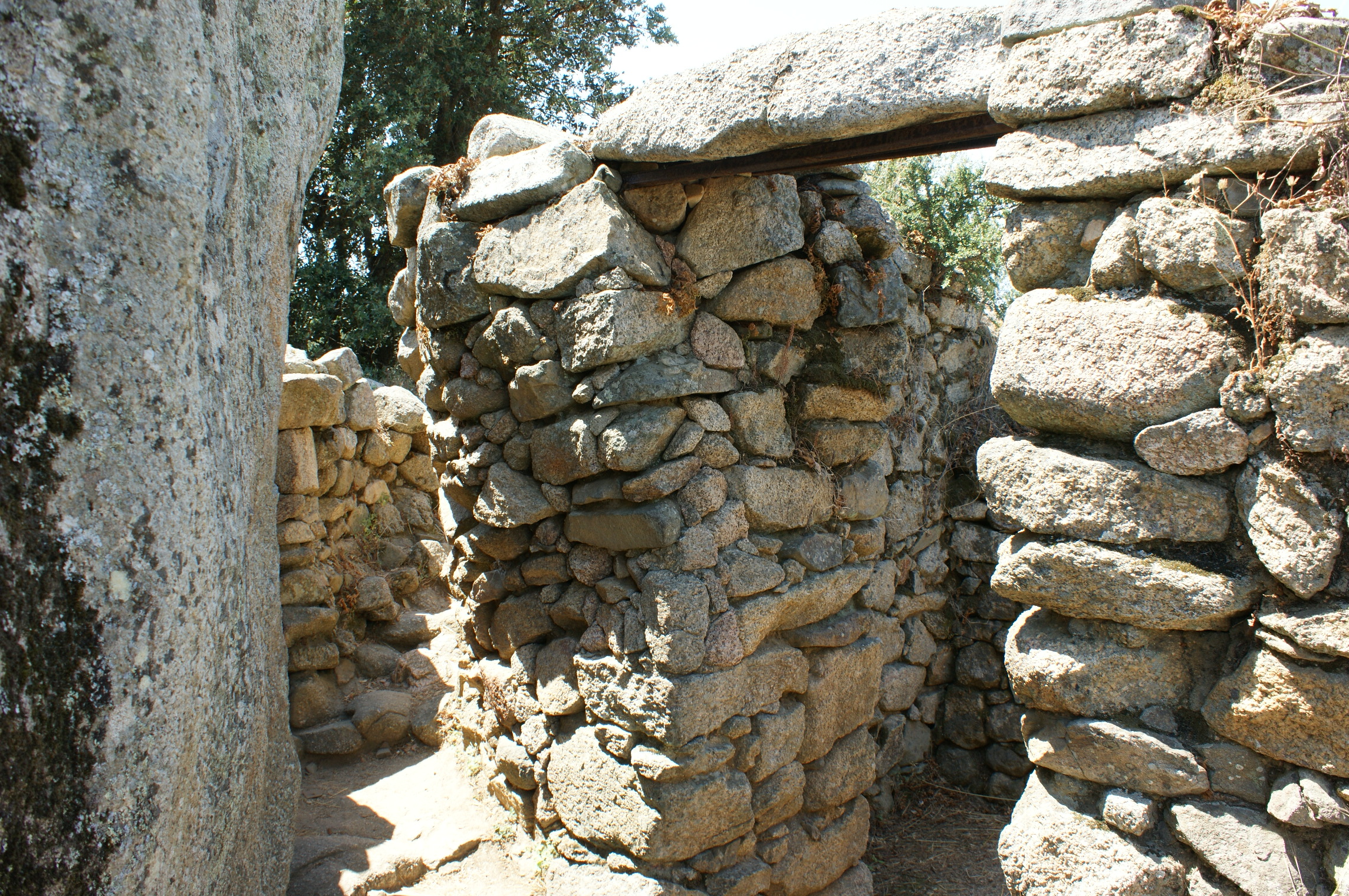
Filitosa